# Papa Marino II
Marino II (Roma, ... – Roma, 27 maggio 946) è stato il 128º papa della Chiesa cattolica dal 30 ottobre 942 fino alla sua morte.
Fino al 1947 era noto come Martino III, così come Marino I era noto come Martino II.

## Biografia

### Origini ed elezione
Romano di nascita e cardinale prete di San Ciriaco, Marino fece parte della serie di papi cortigiani di Alberico II di Spoleto, come i suoi predecessori Leone VII e Stefano VIII. Fu eletto il 30 ottobre del 942 e consacrato prima dell'11 novembre.

### Pontificato
Di Marino II, uomo molto pio ma senza alcuna personalità politica, sono note solamente alcune donazioni alle abbazie di Fulda e di Montecassino, in continuità con l'azione di riforma monastica di Alberico e dei suoi immediati predecessori sul Soglio di Pietro. Di lui non si sa nulla di più. Il suo pontificato si svolse all'insegna della politica albericiana, tanto che il monaco Benedetto del Soratte scrisse che: 
(Chronicon, p. 167)

### Morte e sepoltura
Marino II morì il 27 maggio del 946 e fu sepolto in San Pietro.

## Il nome pontificale "Marino"
Per molti secoli il suo nome fu mutato in "Martino III" così come Marino I in "Martino II" perché si pensava, a torto, che "Marino" fosse una variante di "Martino". Nel 1281, quando fu eletto Simone de Brion, il nuovo pontefice, in omaggio a papa Martino I, piuttosto che chiamarsi "Martino II" decise di chiamarsi "Martino IV".